# История почты и почтовых марок Мыса Доброй Надежды
Это обзор почтовых марок и истории почты Мыса Доброй Надежды.
Португальцы были первыми европейцами, достигшими мыса Доброй Надежды в 1488 году под руководством исследователя Бартоломеу Диаша. Столовая бухта, более ста лет известная как Салдана (названная в честь одного из морских капитанов Албукерки), стала удобной гаванью в долгом, трудном и опасном путешествии морем на Восток. Здесь оставляли письма, которыми обменивались с кораблями, возвращавшимися в Европу. Часто пакеты с письмами оставляли под почтовыми камнями с надписями на французском, голландском и датском языках, которые стали первыми, работающими без людей, почтовыми отделениями Мыса Доброй Надежды. На самом первом из них, датированном 1619 годом, была надпись на английском языке. Лагерь снабжения был основан голландской Ост-Индской компанией в 1652 году в районе, который позже стал Кейптауном. Впервые он был оккупирован британскими войсками в 1795 году. С 1814 года он стал британской колонией, пока 31 мая 1910 года не был включён в состав Южно-Африканского Союза как Капская провинция.

## Первые почтовые марки треугольной формы
Почтовые марки впервые были выпущены колонией 1 сентября 1853 года. Были выпущены две марки: одна номиналом один пенни кирпично-красного цвета, а другая — четыре пенса синего цвета. Необычная форма марок, вероятно, была навеяна большим треугольным штемпелем, который использовался налоговым управлением Капской колонии с 1839 года. Марки были напечатаны компанией Messrs Perkins, Bacon & Co в Лондоне. Оригинальный штамп для этих марок был вырезан Уильямом Хамфрисом (William Humphrys), гравёром, нанятым компанией «Перкинс Бэкон». Листы специальной бумаги ручной работы размером 282 мм на 536 мм, использовалось для печати 240 марок на одном листе. Марки были выпущены без зубцовки. Почтовый тариф в пределах колонии составлял 4 пенса за письмо массой полунции и 1 пенни за газету.
18 февраля 1858 года вышли новые почтовые марки двух номиналов: шесть пенсов и один шиллинг. Тариф в шесть пенсов предназначался для оплаты пересылки писем массой полунции в Великобританию, а один шиллинг — для почтовых отправлений в некоторые зарубежные страны. 15 сентября 1860 года тариф на доставку местных писем в Кейптауне был снижен до 1 пенни. Аналогичное снижение тарифа имело место в городе Порт-Элизабет 1 мая 1861 года.
1 апреля 1863 года тариф за почтовые отправления в Великобританию был увеличен до одного шиллинга при отправлении почтовым пакетом и снижен до четырёх пенсов при отправке частными судами.
Почтовые марки треугольной формы вышли из обращения 1 октября 1900 года.

## Так называемые «вудблокс»
Из-за нехватки почтовых марок номиналом один пенни и четыре пенса была нанята местная типография, Messrs. Saul Solomon & Co.,. для снабжения марками номиналом один пенни и четыре пенса, которые и были выпущены в феврале 1861 года. Затем обнаружилось, что партия почтовых марок из Лондона уже прибыла 5 мая 1860 года, хотя коносаменты были утеряны. Ящики с почтовыми марками из Лондона были получены через год.
Несмотря на популярное прозвище «вудблокс» («ксилографические клише»), эти почтовые марки фактически были выгравированы на стали. Штамп каждой марки был отдельно вырезан из цельного куска металла (известного как клише), поэтому существует множество небольших вариантов марок. Затем на деревянные бруски для печати были приклеены 64 клише. Два из них были случайно помещены в неправильную форму, что привело к одной ошибке в цвете в марочном листе из 64 марок — однопенсовая марка синего цвета и 4-пенсовая марка красного цвета, которые всегда были очень высоко ценимыми раритетами.

## Выпуски Надежды
В 1864 году на смену треуголкам пришёл новый выпуск. На почтовых марках этого выпуска изображена аллегорическая фигура богини Надежды, сидящей с овном и виноградными лозами. До 1893 года это был единственный рисунок, кроме треуголок. В 1893 году была выпущена почтовая марка номиналом 1 пенни с изображением стоящей Надежды, а в 1898 и 1902 годах этот рисунок был повторно использован для марок номиналом 1/2 и 3 пенса. Выпуск почтовых марок с изображением сидящей Надежды продолжался до 1898 года.

## Последующие выпуски
В 1900 году была выпущена 1-пенсовая почтовая марка с изображением Столовой горы и герба колонии. Это была первая марка без изображения богини Надежды. Последний выпуск между 1902 и 1904 годами представлял собой серию из почтовых марок девяти номиналов с изображением короля Эдуарда VII.

## Южно-Африканский Союз
В 1910 году из колоний Мыс Доброй Надежды, Трансвааль, Наталь и Колония Оранжевой Реки был образован Южно-Африканский Союз. Все почтовые марки Мыса Доброй Надежды, за исключением треуголок, оставались в почтовом обращении на всей территории Южно-Африканского Союза до их вывода из обращения 31 декабря 1937 года вместе с выпусками Трансвааля, Наталя и Колонии Оранжевой Реки.

## Цельные вещи
Первыми цельными вещами, выпущенными Мысом Доброй Надежды, стали почтовые карточки 1878 года, конверты заказных писем и бандероли были впервые выпущены в 1882 году; маркированные конверты — в 1892 году и секретки — в 1895 году.
На рисунках всех цельных вещей использовалось изображение головы либо королевы Виктории, либо короля Эдуарда VII, за исключением самой первой почтовой карточки 1878 года с изображением богини Надежды.